# Packshot

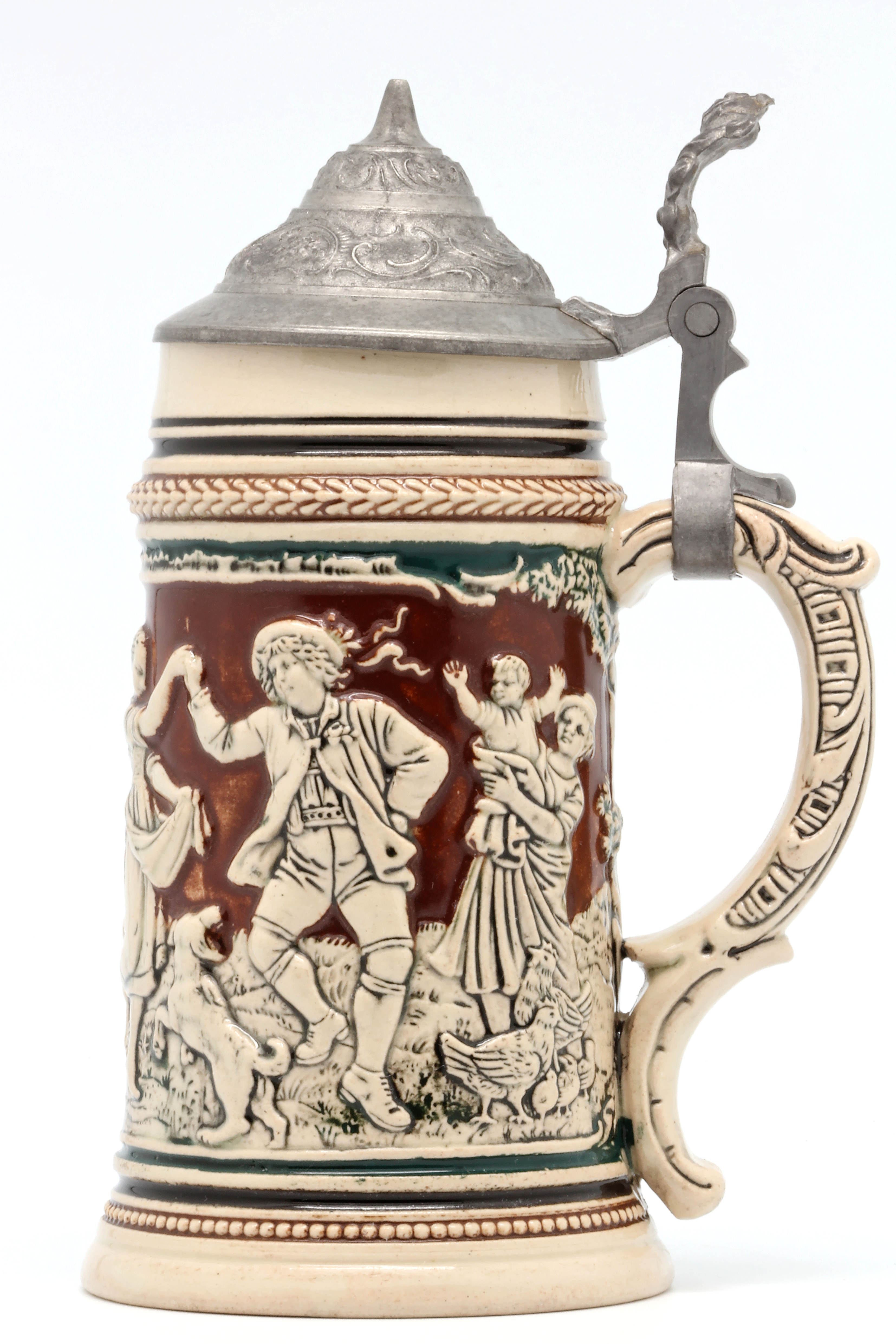
Packshot d'une chope en faïence.

Le packshot (ou pack shot, ou plan produit,), est une photographie de haute qualité d'un produit sur un fond le plus souvent uni servant à présenter le produit sur catalogue, sur un site web ou encore dans une démarche de contrôle qualité au sein d'une entreprise. Le pack shot existe sous différentes formes : photographie simple, avec ou sans zoom, visuel en 360 degrés ou en 3D.
Un packshot se distingue d'une simple photographie par tous les détails de post-production (choix des ombres, détourage, accentuation des couleurs, des détails, reliefs etc.).
La photographie de produit ou Packshot joue un rôle crucial dans le marketing.  

## Terminologie
Dès l'après Seconde Guerre mondiale, « packshot » ou « pack-shot » s'est imposé internationalement comme le terme professionnel de référence pour décrire une « représentation fixe d'un produit en gros plan » dans les milieux de la photographie et du cinéma, et bien sûr dans les milieux du commerce. 
En France, le terme « pack-shot » a fait l'objet de décisions dans le cadre de l'enrichissement de la langue : « plan visuel permettant l'identification d'un produit », d'après l'arrêté du 24 janvier 1983 relatif à l'enrichissement du vocabulaire de l'audiovisuel et de la publicité, et a été repris dans le Répertoire Terminologique publié au Journal officiel du 22 septembre 2000. On peut retrouver le terme « pack-shot » dans la publication 2010 de la Commission générale de terminologie et de néologie avec la mention du JO du 22 septembre 2000.
Au Québec, c'est l'expression « plan produit » qui a été retenue.